# Arbeider

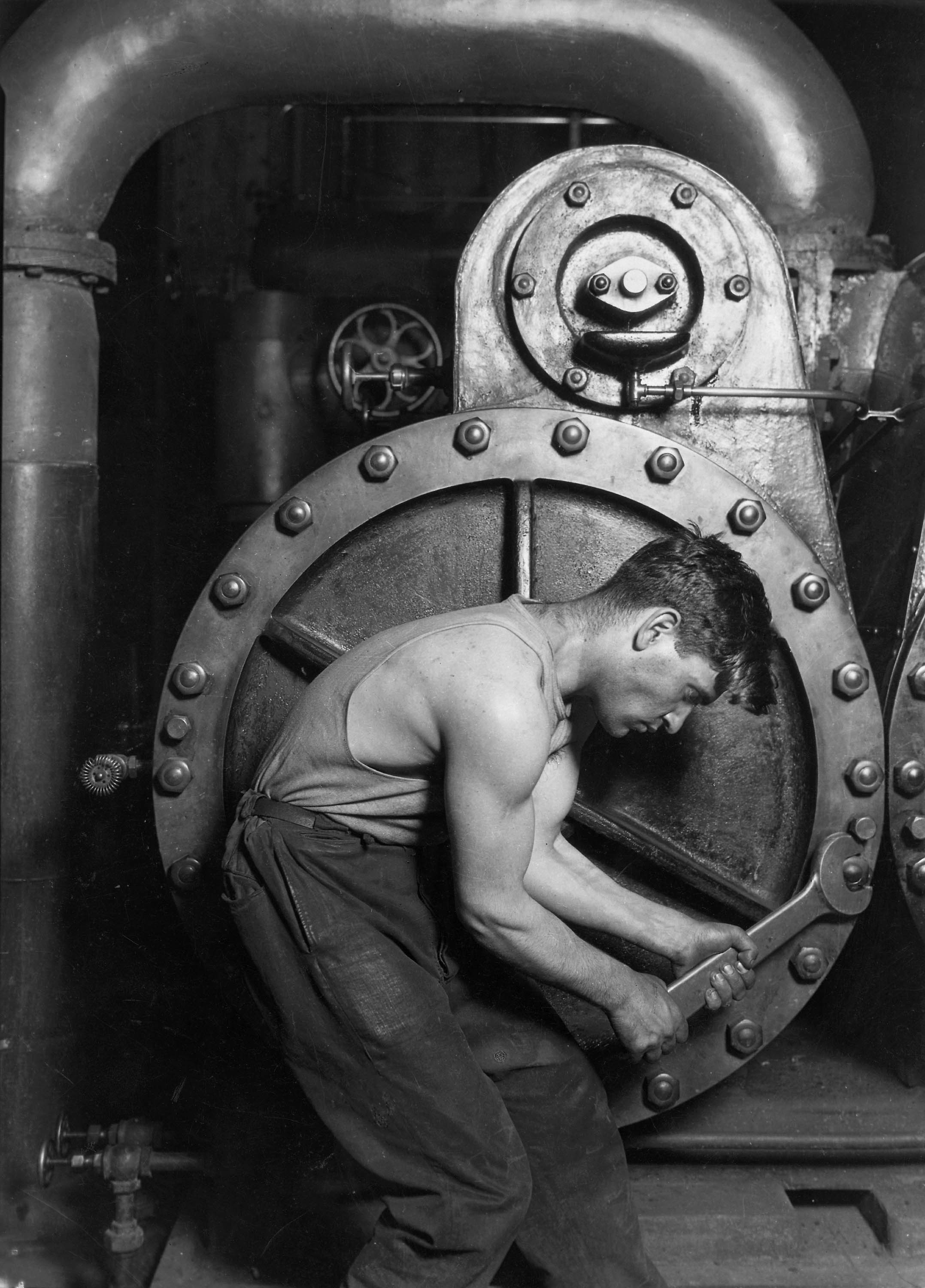
Arbeider sleutelend aan een stoompomp, 1920

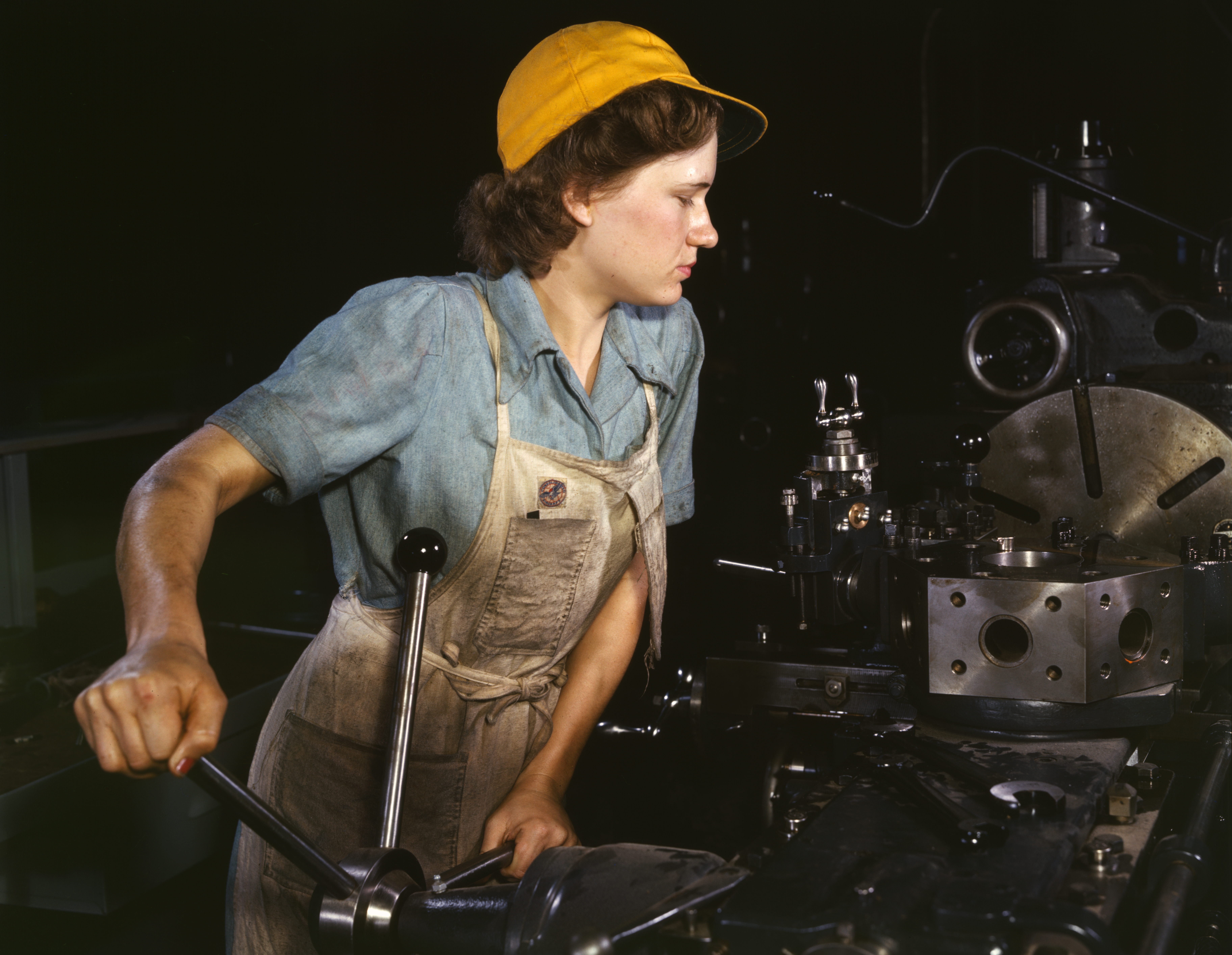
Arbeidster in een Amerikaanse fabriek voor vliegtuigonderdelen (1942)

Een arbeider of arbeidster is in het algemeen iemand die zijn of haar arbeid en vaardigheden aanbiedt in ruil voor een beloning, meestal loon geheten. Tegenwoordig werken arbeiders, ook wel bekend als werknemer, in Nederland doorgaans in loondienst, in vroeger tijden was het normaal om incidenteel, per week, per dag of zelfs nog korter te werken voor een werkgever. Hier komt het begrip dagloner vandaan. In andere landen is dit nog steeds zeer gebruikelijk. Voor vrouwelijke arbeiders wordt soms het woord arbeidster gebruikt. Volgens sommige definities is een arbeider altijd iemand die met zijn/haar handen werkt. Anderen gebruiken hiervoor het woord handarbeider of handwerker en kennen daarnaast het begrip hoofdarbeider.
In veel landen zijn politieke partijen opgericht die tot doel hadden op te komen voor de rechten van arbeiders. Deze partijen worden wel arbeiderspartijen genoemd en hun (aanvankelijke) uitgangspunt wordt vaak getypeerd als socialisme. 

## Marxisme
Het moderne concept van arbeider, zoals dat van ondernemer, ontstaat met de Eerste Industriële Revolutie in de negentiende eeuw en wordt geconsolideerd tijdens de zogenaamde Tweede Industriële Revolutie. Deze sociale, economische en productieve tweedeling zou de verschillende sociale klassen vestigen: de kapitalistische klasse (het concept van bourgeoisie wordt al sinds de zeventiende eeuw gebruikt) en de arbeidersklasse (proletariaat of lagere klasse). In het Communistisch Manifest definiëren Marx en Engels alle afhankelijke arbeiders als het proletariaat:
Met proletariërs wordt de klasse van moderne loonarbeiders bedoeld, die, beroofd van hun eigen productiemiddelen, gedwongen worden hun arbeidskracht te verkopen om te kunnen bestaan. In de marxistische theorie is de arbeider, in tegenstelling tot de bourgeoisie, de sociale klasse die de productiemiddelen niet bezit. Daarom is de enige bron van inkomsten voor de proletariërs de verkoop van hun arbeidskracht.

## Juridisch begrip

### Nederland
In Nederland werd vroeger onderscheid gemaakt tussen arbeiders, die meestal een weekloon kregen en beambten of employees die een maandsalaris genoten. Sinds de jaren 1960 is dit verschil echter uit vrijwel alle cao's verdwenen. 

### België
In het Belgisch sociaal recht wordt nog steeds onderscheid gemaakt tussen arbeiders en bedienden. Er is onder andere een onderscheid in ontslagregeling, vakantieregeling, ziekteverzuim, overuren. De lonen van arbeiders worden per uur bepaald en die van bedienden per maand.
In het arrest van 7 juli 2011 stelde het Grondwettelijk Hof dat het verschil in behandeling tussen arbeiders en bedienden op het vlak van opzeggingstermijnen en de carensdag in strijd is met het gelijkheidsbeginsel (art. 10 Grondwet). De wetgever kreeg twee jaar (tot 8 juli 2013) om deze discriminatie weg te werken.
Sinds 1 januari 2014 is het verschil tussen arbeider en bediende weggewerkt op het vlak van proefperiode, opzegtermijnen en carensdag.